# Утомне зношування
Уто́мне зно́шування — механічне зношування внаслідок руйнування від утоми в умовах багаторазового деформування мікрооб'ємів матеріалу поверхневого шару.

## Природа утомного зношування
Циклічно змінні контактні напруження, що виникають у парах тертя викликають поверхневе втомне руйнування у вигляді утомних тріщин, викришування і відшаровування матеріалу.
Незначні тріщини зароджуються в зоні максимальних дотичних напружень на деякій глибині під поверхнею і поширюються до поверхні. Тріщини можуть зароджуватися також на поверхні і поширюватися в глиб матеріалу. Розкриття тріщин відбувається під дією пульсуючого тиску мастила. На пізнішій фазі тріщина, досягнувши основи антифрикційного шару, змінює свій напрямок, поширюючись по стику між антифрикційним шаром і основою. У результаті окремі ділянки поверхневого шару відокремлюються в решти шару, а потім викришуються.
Викришування характеризується утворенням ямок на поверхні тертя в результаті відділення частинок матеріалу при утомному зношуванні. Утворені раковинки (ямки) діаметром від сотих часток міліметра до декількох міліметрів збільшуються в процесі роботи вузла тертя, виникає лущення поверхні тертя (відшаровування).

## Опір утомному зношуванню
Опір втомі антифрикційного шару залежить від низки факторів: режиму роботи і конструкції підшипника, антифрикційного матеріалу, фізичних властивостей з’єднування шару з основою, жорсткості вала тощо. 

### Конструктивні фактори
Недостатня жорсткість вала, корпусів і кришок підшипників може стати причиною перекосів цапф відносно підшипників і зосередження навантажень біля країв. Результатом цього у підшипниках може відбуватись утворення тріщин або пластичний зсув м'якого сплаву. Конусність і овальність шийок, неправильна геометрія форми і невідповідність розмірів вкладишів (особливо тонкостінних) часто служать причиною перенапруження антифрикційного шару.

### Умови роботи
Чим більший тиск, чим більша амплітуда переміщення дотичних поверхонь, чим швидкохідніша машина, тим швидше вичерпується витривалість підшипникового матеріалу. Швидкість зростання навантаження відіграє важливу роль. Опір втомі окоолов'яних бабітів у парових поршневих машинах при важких навантаженнях вищий, аніж у дизельних двигунах, для яких характерні швидкості прикладання тиску.
Досить значний вплив на опір втомі має робоча температура підшипника, причому цей вплив проявляється як безпосередньо, так і через температурні напруження. Звичайна робоча температура підшипників транспортних дизельних двигунів 80...100 ºС, але є двигуни, в яких температура підшипників досягає 150 ºС. З підвищенням температури зменшуються всі показники механічної міцності, особливо у бабітів: при температурі 100 ºС вони зменшуються приблизно в 2 рази в порівнянні з показниками за нормальної температури. Порівняно невелике число повторних нагрівань і охолоджень у вказаному інтервалі температури в результаті циклічних термічних напружень призводить іноді до появи тріщин у бабіті поблизу стику з основою вздовж по колу. Ці напруження можна зменшити, застосовуючи бронзовий вкладиш, а при алюмінієвому вкладиші вони майже зникають.

### Роль матеріалу тертьових поверхонь
Опір втомі бабітів на олов'яній основі тим більший, чим більший вміст міді і сурми, але при цьому підвищується крихкість і погіршуються антифрикційні властивості сплавів. Свинець в олов'яних бабітах є шкідливою домішкою. Уже при 0,5% Ρb утворюється багата свинцем з низькою температурою плавлення фаза у вигляді сітки. Руйнування сітки призводить до викришування основних структурних складових.  Антифрикційні матеріали на кадмієвій основі в особливо важких умовах працездатніші, аніж олов'яні й свинцеві бабіти. Ще більшу опірність втомі мають мідно-свинцеві сплави при порівняно великій товщині шару (понад 2 мм).
Свинцеві бронзи із сіткою свинцю в мікроструктурі володіють високими антифрикційними властивостями, але недостатнім опором втомі. Олово, нікель і срібло як легуючі домішки служать для регулювання структури. З підшипникових матеріалів найбільший опір втомі має срібло.